# Live at the Montreux Jazz Festival
Live at the Montreux Jazz Festival – koncertowe DVD amerykańskiego muzyka Raya Charlesa, wydane w 2002 roku. Przedstawia ono występ Charlesa w ramach festiwalu Montreux Jazz Festival, który miał miejsce w 1997 roku. Na DVD prócz takich hitów muzyka, jak m.in. „Busted”, „What’d I Say”, „I Can’t Stop Loving You” oraz „Georgia on My Mind”, znalazła się swingowa wersja instrumentalnego utworu „Scotia Blues” Oscara Petersona, a także bardzo funkowa piosenka „Watch Them Dogs”.
Materiał bonusowy Live at the Montreux Jazz Festival stanowi biografia Charlesa wraz z linią czasu. Jednak najciekawszym dodatkiem do DVD jest ścieżka z głosem muzyka. Opowiada on wiele anegdot z przeszłości oraz obszernie wypowiada się na temat poszczególnych piosenek swojego autorstwa.
Ten sam koncert ukazał się również na DVD Live at Montreux 1997 w 2006 roku.

## Lista utworów
1. „Mr. Ray Charles”
2. „I’ll Be Home (Sadie’s Tune)”
3. „Busted”
4. „Georgia on My Mind”
5. „Mississippi Mud”
6. „Just for a Thrill”
7. „You Made Me Love You”
8. „Scotia Blues (Blues for Big Scotia)”
9. „Song for You”
10. „Ray Charles Introduces the Raelettes”
11. „Watch Them Dogs”
12. „Shadows on My Mind”
13. „I Can’t Stop Loving You”
14. „What’d I Say”